# Handelsakademie für Wirtschaftsinformatik

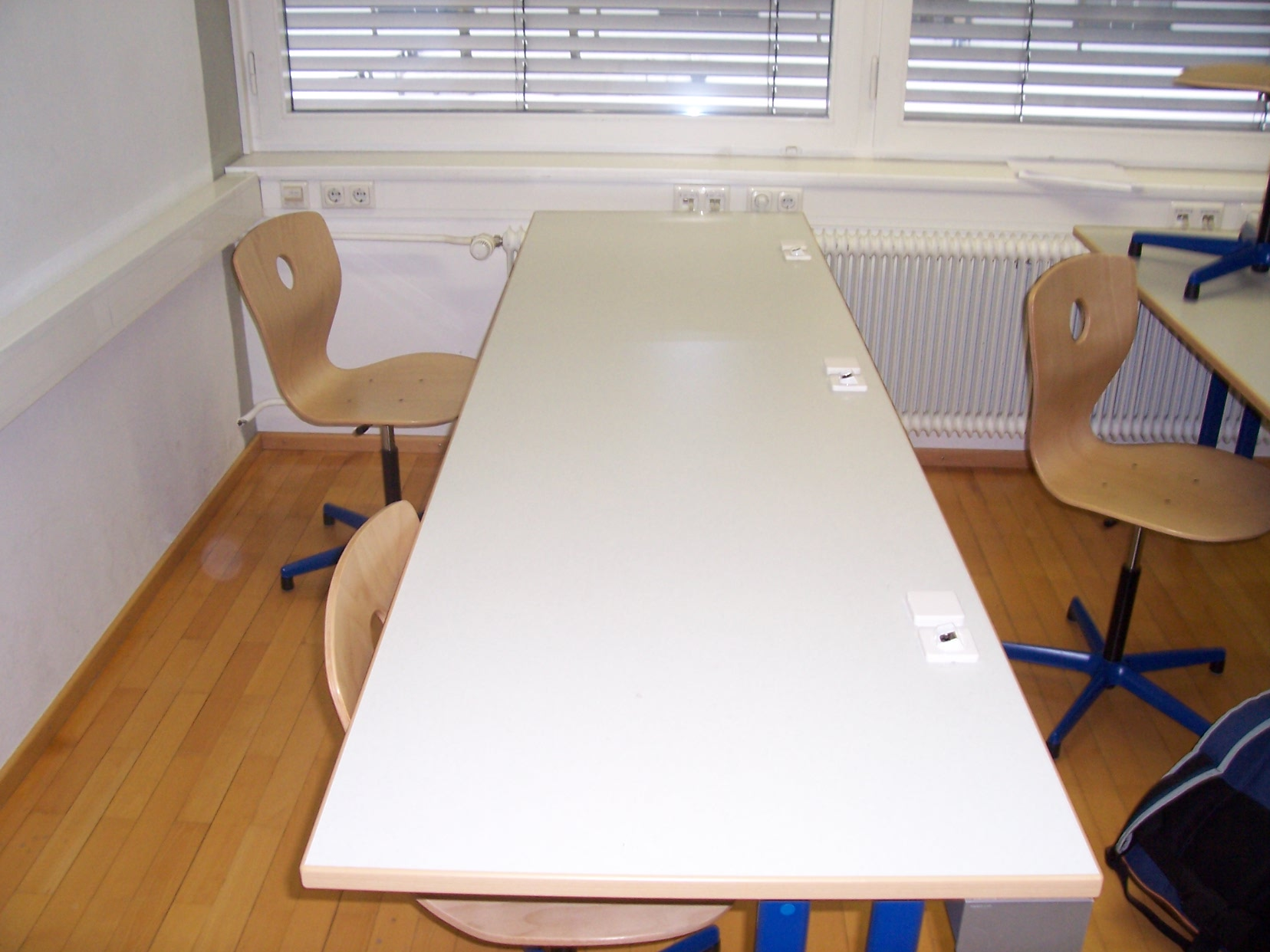
Typische Einrichtung in einer HWI-Klasse

Die Handelsakademien für Wirtschaftsinformatik (Digital Business (DB) oder HWI) sind ein vom österreichischen Bildungsministerium und dem Europäischen Sozialfonds unterstütztes Pilotprojekt, das mit Beginn des Schuljahres 2001 aufgenommen wurde. Im Allgemeinen bezeichnet dies eine Fachrichtung der Handelsakademie, die als Notebook-Klasse geführt wird und deren Klassenräume über spezielle Ausstattungen (Beamer, Drucker, Fileserver, Netzwerkanschlüsse …) verfügen.
Pro Jahrgang und Standort wird nur eine HWI-Klasse geführt, in der 30 Schüler aufgenommen werden können (im Schuljahr 2016/2017 erstmals am Standort Bregenz zwei HWI Klassen). Momentan ist das Verhältnis von Anmeldungen zu Aufnahmeplätzen etwa 3:1 (auf 30 Plätze kommen 90 Bewerber). Die HWI oder DB-HAK schließt nach 5 Jahren wie die normale HAK auch mit dem Reife- und Diplomprüfungszeugnis (Matura) ab, zusätzlich muss eine Projektarbeit im wirtschaftlichen bzw. IT-Bereich abgelegt werden.
Der Unterrichtsschwerpunkt liegt auf den Fächern Programmierung, Netzwerktechnik sowie Wirtschaftsinformatik. Im Schuljahr 2005/06 legten die ersten HWI-Klassen an allen österreichischen Standorten ihre Reifeprüfungen ab.

## Spezielle Unterrichtsschwerpunkte
- Betriebssysteme und Netzwerkmanagement (BUN): 3. – 4. Jahrgang
- Internet, Multimedia und Contentmanagement (IM): ab dem 1. Jahrgang
- E-Business und E-Business-Center (Übungsfirma): ab dem 3. Jahrgang
- Angewandte Programmierung (ANP): 1. – 3. Jahrgang
- Softwareentwicklung, Projektmanagement und Projektarbeit: ab dem 3. Jahrgang

Zusätzlich wird das Notebook in allen Unterrichtsfächern eingesetzt. Teilweise nur als Heftersatz, allerdings wird z. B. auch Mathematik mithilfe der Software Mathematica und dem Taschenrechnerprogramm TI InterActive, oder in anderen Unterrichtsfächern unter Mithilfe des Internets (wobei auch Wikipedia eine nicht unerhebliche Rolle spielt) unterrichtet.
Um eine möglichst breite Ausbildung zu erhalten, wird neben den Microsoft-Programmen auch Open-Source-Software verwendet
(Linux, OpenOffice.org etc.). Unterstützt wird dies durch das Fach Betriebssysteme und Netzwerkmanagement auf der Basis von Linux.
Dazu kommen noch die üblichen Fachgegenstände der HAK, wobei allerdings die Stundenanzahl der allgemeinbildenden Fächer (Geografie, Biologie, Geschichte, Physik, Chemie), der kaufmännischen Fächer (Rechnungswesen, Betriebswirtschaftslehre) und der Sprachen (wenig Englisch, keine 2. Fremdsprache) im Vergleich zur Standard-HAK deutlich reduziert wurde.

## Standorte
- BHAK Bregenz
- BHAK Graz
- BHAK Imst
- BHAK Kitzbühel
- BHAK Mistelbach
- BHAK Rohrbach
- BHAK Spittal a. d. Drau
- BHAK Weiz
- BHAK Wien 10
- BHAK Feldkirch
- HAK Ybbs/Donau
- BHAK Feldbach
- BHAK Liezen
- BHAK Neumarkt am Wallersee
- BHAK St. Johann im Pongau
- BHAK Vöcklabruck
- BHAK Zell am See
- BHAK Waidhofen/Thaya
- BHAK Judenburg
- HAK Tulln